# Aellopos
Aellopos là một chi bướm đêm gồm các loài bướm bay vào ban ngày trong họ Sphingidae. Các loài trong chi này phân bố từ Maine, Hoa Kỳ qua Trung Mỹ và xuống đến Argentina và Uruguay ở Nam Mỹ.

## Các loài
- Aellopos ceculus - (Cramer 1777)
- Aellopos blaini - (Herrich-Schaffer 1869)
- Aellopos ceculus - (Cramer 1777)
- Aellopos clavipes - (Rothschild & Jordan 1903)
- Aellopos fadus - (Cramer 1775)
- Aellopos tantalus - (Linnaeus 1758)
- Aellopos titan - (Cramer 1777)

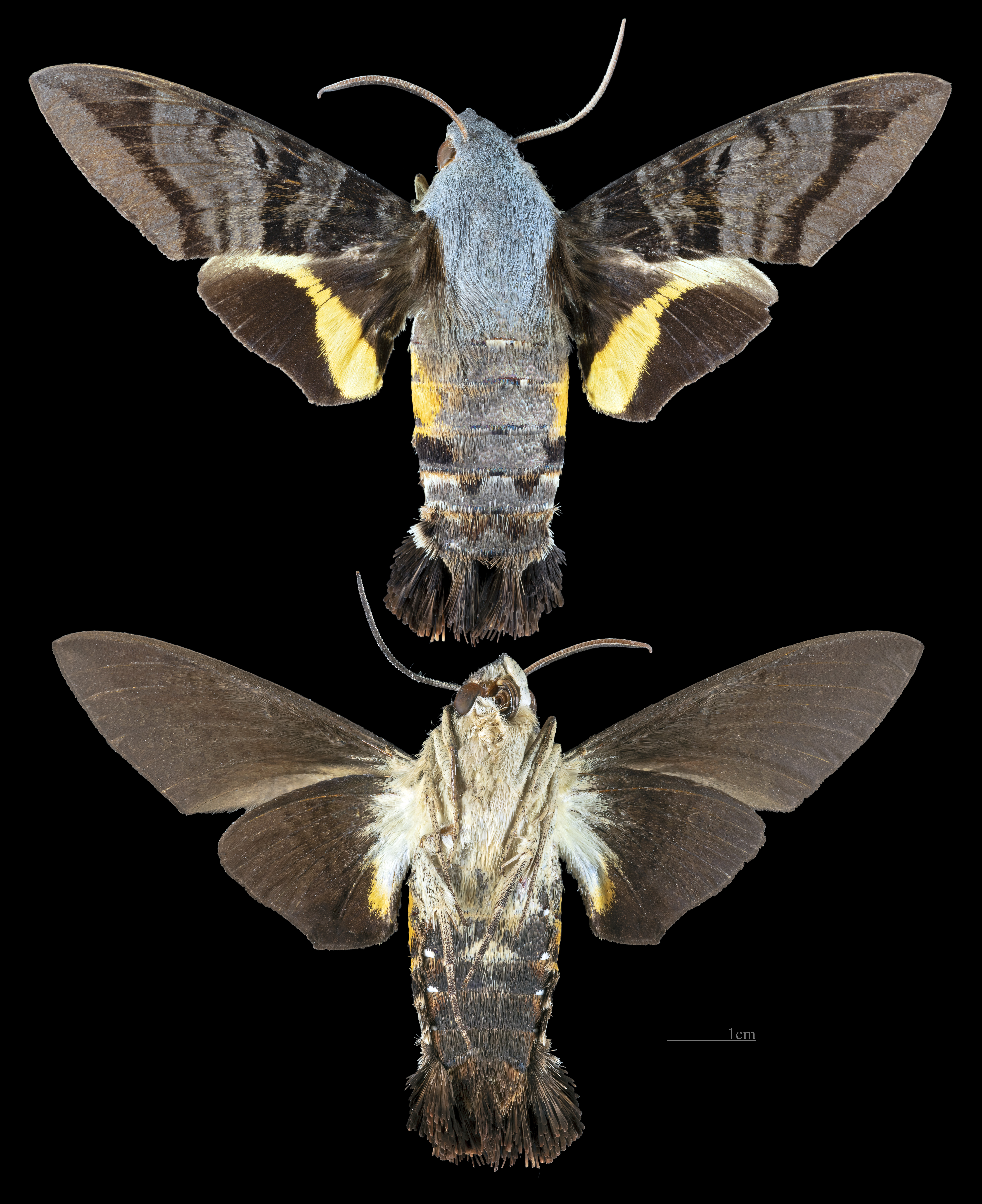
Aellopos ceculus
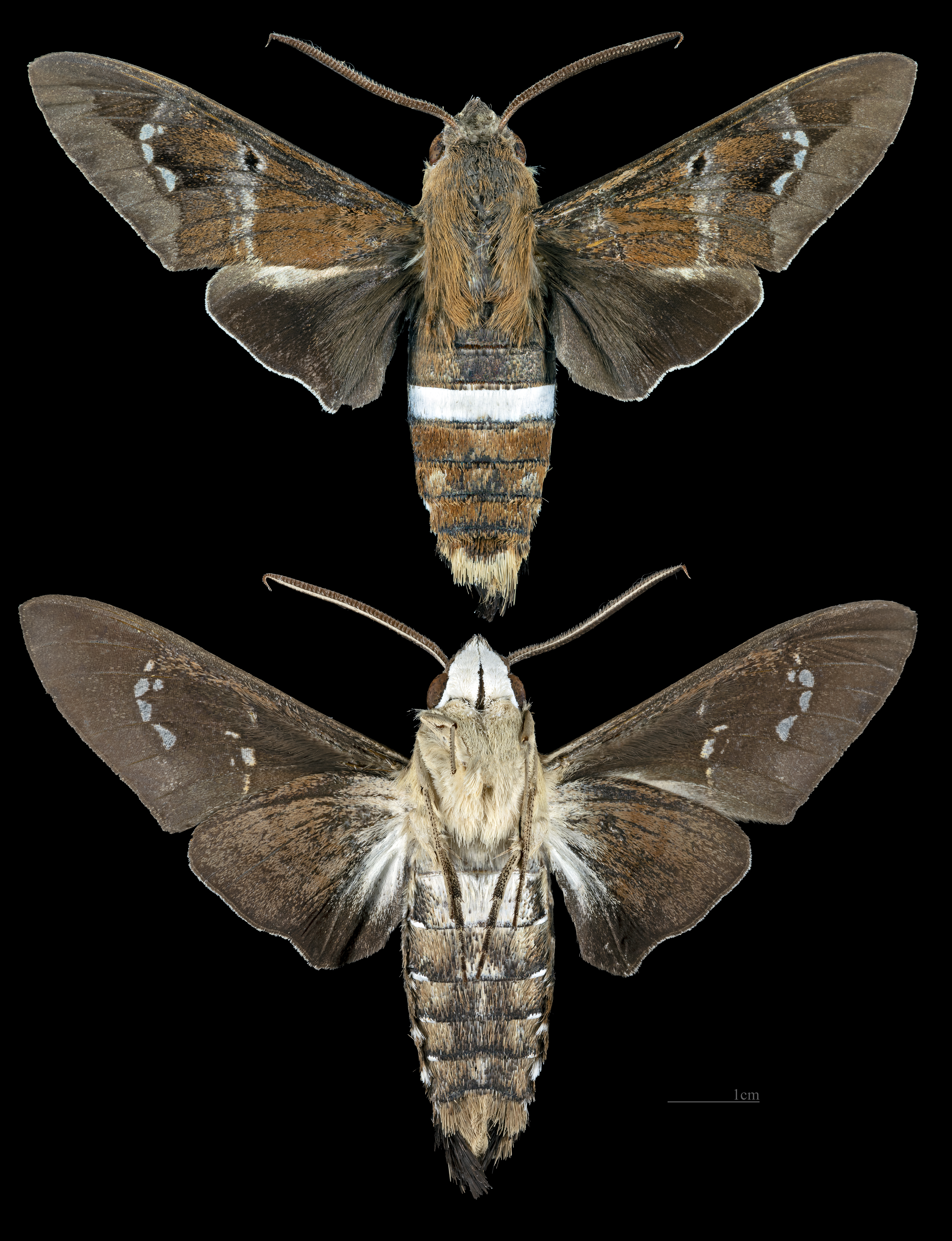
Aellopos clavipes
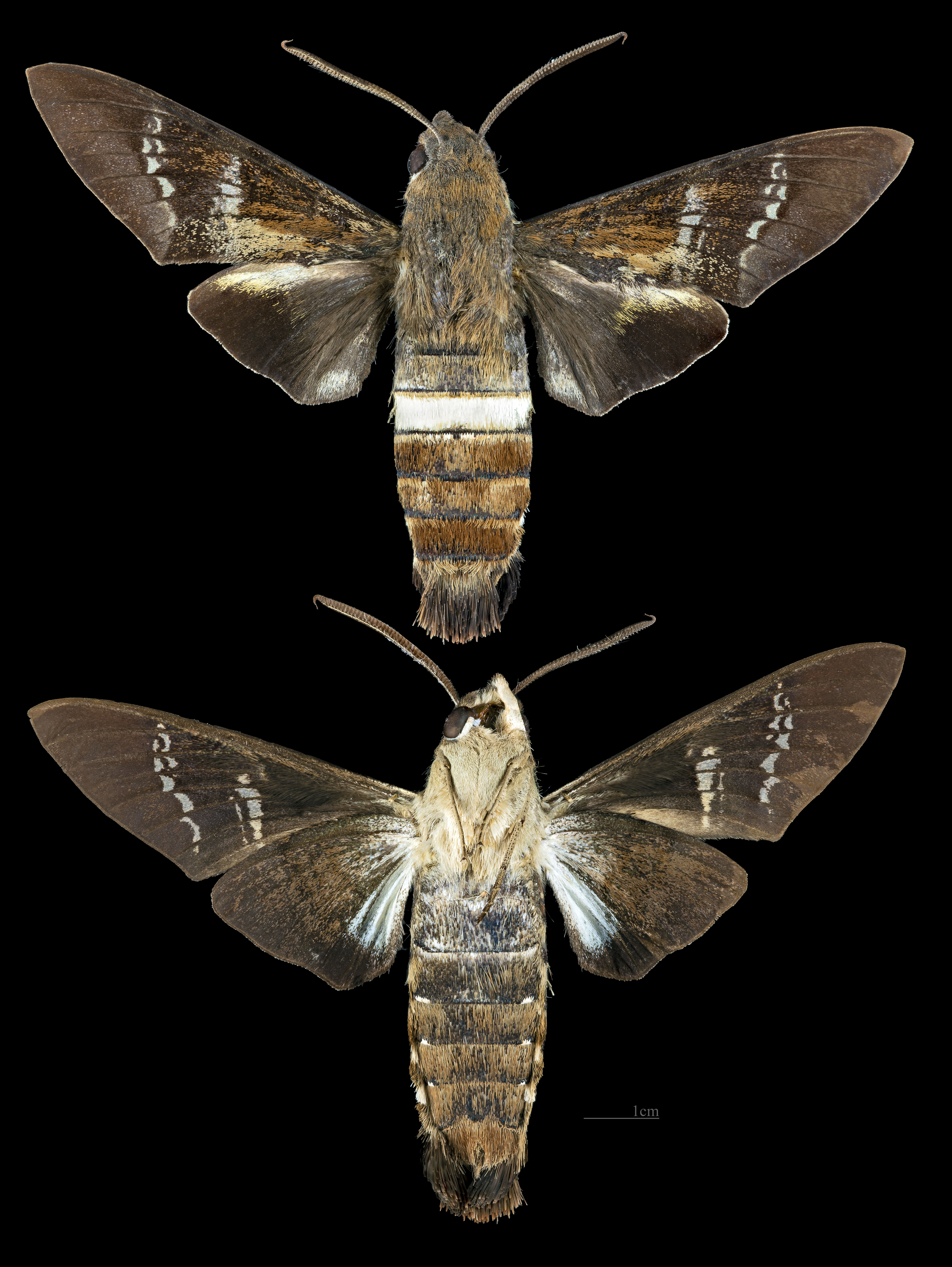
Aellopos fadus
Aellopos tantalus
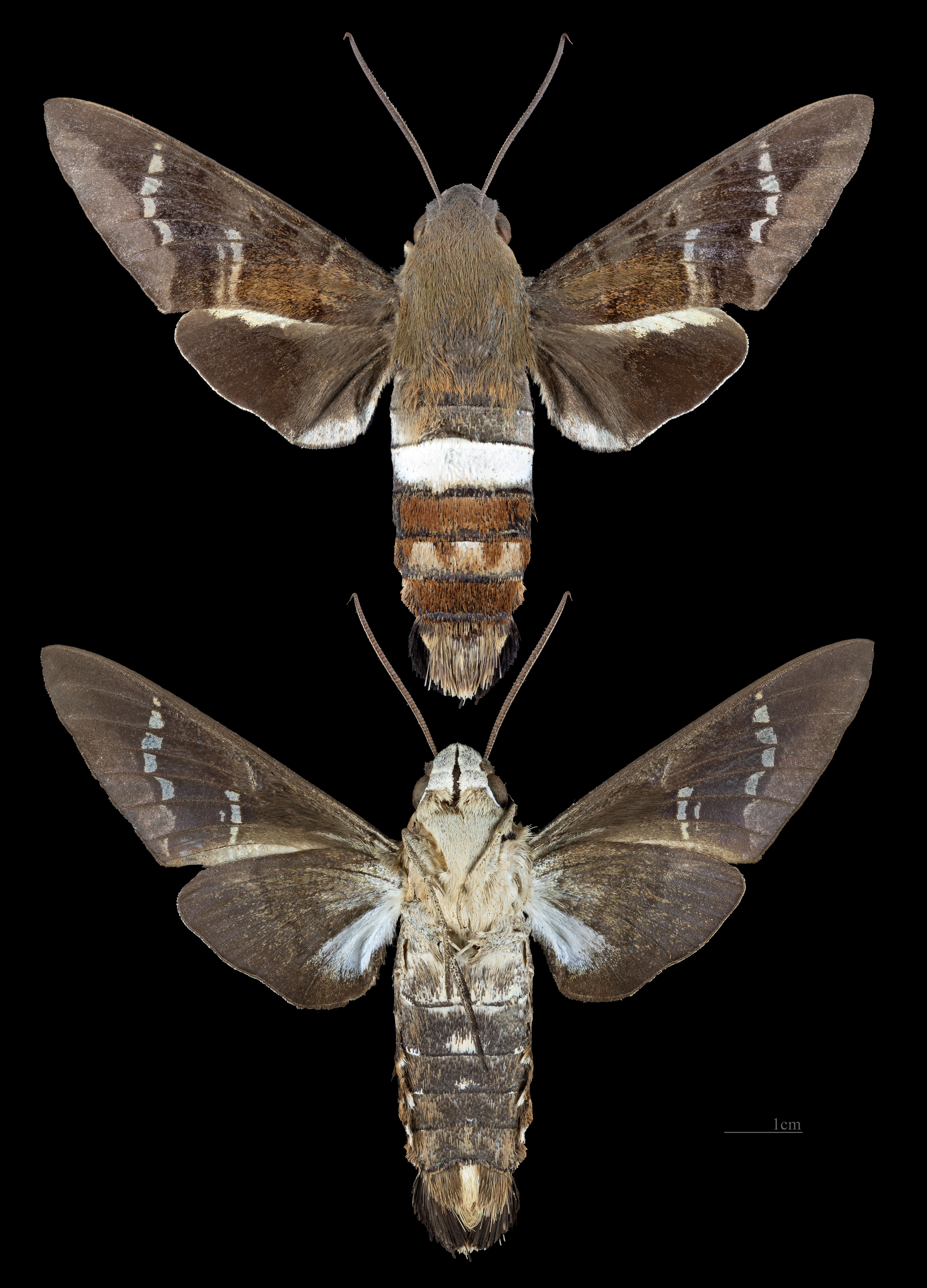
Aellopos titan